# لي كراندال
لي كراندال (بالإنجليزية: Lee Saunders Crandall)‏ هو عالم طيور أمريكي، ولد في 26 يناير 1887 في Sherburne, New York ‏ في الولايات المتحدة، وتوفي في 25 يونيو 1969.